# Gunstar Future Heroes
Gunstar Future Heroes (Gunstar Super Heroes au Japon et aux É.-U.) est un jeu vidéo développé par Treasure Co. Ltd et édité par Sega, sorti en 2005 sur Game Boy Advance. Il s'agit de la suite de Gunstar Heroes, sorti en 1993 sur Mega Drive.

## Système de jeu
Gunstar Future Heroes est un shoot'n jump, un sous-genre du shoot them up qui mêle la progression classique des jeux de plates-formes à des phases de tir frénétiques.

## Équipe de développement
- Directeur : Tetsu Okano
- Conception des graphismes : Tetsuhiko Kikuchi (HAN), Satoshi Yokokawa, Shinya Kaneko, Tomoharu Saito, Satoru Nakai, Tetsu Okano, Hideyuki Suganami (NAMI), SYORIYA-3, Kazuhiko Ishida (Konig Ishida)
- Programmation : Kazuhiko Ishida (Konig Ishida), Hideyuki Suganami (NAMI), Yoshiyuki Matsumoto (Yaiman)
- Musique : Norio Hanzawa (NON)
- Effets sonores : Satoshi Murata
- Histoire : Tetsu Okano
- Remerciements : Keiji Okuda, Ayako Taneda, Haruko Hosaka, Sega Logistics Service
- Producteur : Masato Maegawa

## Personnages
- Bleu :Bleu est un Gunstar pondéré qui montre rarement ses émotions. Il est très ironique et moqueur mais responsable. Son passe-temps favori est de taquiner Rouge.Il est orphelin et se sent comme le grand frère de rouge.

Armes:
- Foudre :Laser bleu basique
- Fureteur:Laser à tête chercheuse suivant l'ennemi pour le frapper.
- Feu :Envoie une boule de feu qui explose.

- Colonel Fracasse:Un personnage loufoque suivant aveuglément le Général Gris.Il rêve de tuer les Gunstars pour prouver sa valeur.

armes:petit lancer de bombes
- Jaune :La chef du Gunstar Future Heroes .Elle transmet les ordres aux Gunstars Rouge et Bleu.Elle se considère comme la mère des deux héros.

Armes:aucune
- Kain:L'un des acolytes de Rose, la chasseuse de primes.Probablement le mari de Rose

armes:Mitrailleuse laser
- Kotaro:le second acolyte de Rose.gras et toujours souriant, il n'en est pas moins dangereux...Probablement le fils de Rose.

armes:Lance-Bombes

## Série
- Gunstar Heroes (Mega Drive, 1993)
- Gunstar Future Heroes